# Мальцевская, Александра Сергеевна
Александра Сергеевна Мальцевская (род. 5 июля 2002, Волгоград) — российская и польская шахматистка, гроссмейстер среди женщин (2018), международный мастер (2021) чемпионка Европы по блицу (2025). Чемпионка Европы до 14 и мира до 20 лет.

## Биография
Александра Мальцевская родилась в 2002 году в Волгограде. В шесть лет девочку вместе со старшим братом и младшей сестрой записали в шахматный кружок. Тренировалась у Натальи Павловны Яхтенфельд, Михаила Конюхова, Артёма Несытова и Александра Маслака. С пятого класса училась дома, поскольку не могла больше совмещать школу и серьёзные занятия шахматами. Позже на национальных первенствах Мальцевская представляла Ростов-на-Дону, а в начале 2017 года переехала с семьёй в Москву, где её тренером стал гроссмейстер Алексей Дреев.
В феврале 2012 года стала кандидатом в мастера спорта, а осенью того же года завоевала бронзовую медаль на кадетском чемпионате мира. В 2015 году стала чемпионкой России среди девушек в возрасте до 15 лет и серебряным призёром чемпионата Европы среди девушек.
В 2016 году в Праге Мальцевская выиграла чемпионат Европы в возрасте до 14 лет. В 2018 году в Гебзе (Турция) стала чемпионкой мира среди юниоров (до 20 лет). Чемпионаты России среди девушек в общей сложности выигрывала пять раз, Кубок России — трижды. В 2019 году в составе клуба «Шахматная школа Анатолия Карпова» стала бронзовым призёром командного чемпионата России среди взрослых.
С февраля 2022 года выступает под польским флагом.